# Saint Edward (Nebraska)
La ville de Saint Edward est située dans le comté de Boone, dans l’État du Nebraska, aux États-Unis. Lors du recensement de 2010, sa population s’élevait à 705 habitants.

## Source
- (en) Cet article est partiellement ou en totalité issu de l’article de Wikipédia en anglais intitulé « St. Edward, Nebraska » (voir la liste des auteurs).